# Egyiptomi Szent Zakariás
Egyiptomi Szent Zakariás (4. század) szentként tisztelt ókeresztény egyiptomi remete, az úgynevezett sivatagi atyák egyike.
Szent Karión fiaként született. Fiatalon édesapjával együtt remeteéletet kezdett Szkétiszben. A környezetükben nem tudták, hogy édesapjával él együtt, hanem rosszindulatú gyanúsításokat kaptak esetleges nemi kapcsolatukkal kapcsolatban. Hogy véget vessen ennek, Zakariás szándékosan egy nátrontóba merülve elcsúfította a testét, nehogy azt higgyék a környezetébenː csak szépségéért kell Kariónnak.
Úgy tartják, hogy az imádságnak kivételes adományával rendelkezett. Bár csak szerzetestestvér, és nem apát (gör. abba) volt, mégis nagy tekintélyű lelkiatyák (Egyiptomi Szent Makariosz, Etiópiai Szent Mózes) fordultak hozzá tanácsért. Zakariás – az általában magas életkort megélt egyiptomi remetékkel szemben – nagyon fiatalon hunyt el.
Az egyház szentként tiszteli, és édesapjával egy napon, december 5-én üli ünnepét.

## Lásd még
- Ortodox szentek listája
- Sivatagi atyák